# خوسيه كاردونا
خوسيه كاردونا (بالإسبانية: José Cardona)‏ (27 فبراير 1939 في هندوراس - 30 يناير 2013 في هندوراس) هو لاعب كرة قدم هندوراسي في مركز الهجوم. شارك مع منتخب هندوراس لكرة القدم. أما مع النوادي، فقد لعب مع أتلتيكو مدريد وريال إسبانيا ونادي إلتشي ونادي فالنسيا وLusitano G.C. ‏ وC.D. Hibueras ‏.

## وصلات خارجية
- خوسيه كاردونا على موقع الاتحاد الدولي (مؤرشف)  (الإنجليزية)
- خوسيه كاردونا على موقع قاعدة بيانات كرة القدم.إي يو (الإنجليزية)
- خوسيه كاردونا على موقع ناشيونال فوتبول تيمز (الإنجليزية)